# Ривално
Ривално (хорв. Rivalno) — населений пункт у Хорватії, в Вараждинській жупанії у складі громади Мартіянець.

## Населення
Населення за даними перепису 2011 року становило 51 осіб.
Динаміка чисельності населення поселення:

## Клімат
Середня річна температура становить 10,29 °C, середня максимальна – 23,92 °C, а середня мінімальна – -5,52 °C. Середня річна кількість опадів – 825 мм.
| Клімат поселення                              | Клімат поселення | Клімат поселення | Клімат поселення | Клімат поселення | Клімат поселення | Клімат поселення | Клімат поселення | Клімат поселення | Клімат поселення | Клімат поселення | Клімат поселення | Клімат поселення | Клімат поселення |
| Показник                                      | Січ.             | Лют.             | Бер.             | Квіт.            | Трав.            | Черв.            | Лип.             | Серп.            | Вер.             | Жовт.            | Лист.            | Груд.            |                  |
| Середній максимум, °C                         | 5,89             | 7,46             | 11,77            | 15,86            | 20,90            | 23,92            | 22,97            | 22,42            | 18,39            | 13,78            | 8,23             | 4,33             |                  |
| Середня температура, °C                       | 0,20             | 1,76             | 6,06             | 10,16            | 15,19            | 18,20            | 19,92            | 19,38            | 15,35            | 10,74            | 5,18             | 1,29             |                  |
| Середній мінімум, °C                          | −5,52            | −3,95            | 0,37             | 4,46             | 9,47             | 12,49            | 16,88            | 16,34            | 12,31            | 7,70             | 2,14             | −1,75            |                  |
| Норма опадів, мм                              | 41               | 43               | 51               | 65               | 73               | 94               | 85               | 83               | 79               | 76               | 77               | 58               |                  |
| Середньомісячна швидкість вітру, м/с          | 2.12             | 2.36             | 2.70             | 2.68             | 2.49             | 2.20             | 2.12             | 1.91             | 1.99             | 2.05             | 2.19             | 2.18             |                  |
| Середньомісячна сонячна радіація, кДж/м²·день | 4061             | 6771             | 10614            | 14904            | 19072            | 20975            | 21526            | 18929            | 14028            | 8704             | 4589             | 3303             |                  |
| --------------------------------------------- | ---------------- | ---------------- | ---------------- | ---------------- | ---------------- | ---------------- | ---------------- | ---------------- | ---------------- | ---------------- | ---------------- | ---------------- | ---------------- |
| Джерело:                                      |                  |                  |                  |                  |                  |                  |                  |                  |                  |                  |                  |                  |                  |